# Lezbična četrt
Lezbična četrt je slovenski festival lezbične ustvarjalnosti in aktivizma, ki ga organizira Društvo ŠKUC v Ljubljani. Je sestavni del feminističnega in lezbičnega gibanja v Sloveniji, ki si prizadeva za enakopravnost in vidnost lezbijk v slovenski družbi, ter tesno povezan z uveljavljanjem pravic slovenske skupnosti LGBTQ+. Festival je zrasel iz serije prireditev jeseni 2012, s katerimi so članice Lezbične sekcije LL pri ŠKUC-u praznovale 25-letnico delovanja.

## Zgodovina skozi festivalske edicije
Lezbična sekcija LL je s prvim festivalskim dogodkom Lezbična četrt (2012) javno spregovorila o prehojeni poti, uresničenih in neuresničenih sanjah, dosežkih in izzivih. 25-letnico delovanja sekcije so članice obeležile z vrsto umetniško-aktivističnih srečanj, izdajo knjige Nataše Velikonja in Tatjane Greif Lezbična sekcija LL : kronologija 1987-2012 s predzgodovino ter dokumentarnim filmom Razmerja: 25 let lezbične sekcije ŠKUC-LL, avtoric Marine Gržinić, Aine Šmid in Zvonke T. Simčič. Festivalsko ekipo je koordinirala Nataša Sukič, za stike z javnostjo je skrbela Suzana Tratnik.
Drugo izdajo je festival doživel leta 2013, kot odziv na odlično sprejeto prvo Lezbično četrt. Sestavljal ga je preplet razstav, pogovorov in koncertov o lezbičnem nomadstvu in prostorih lezbičnih srečevanj.  Suzana Tratnik je predstavila svojo knjigo Lezbični aktivizem po korakih.
Tretja Lezbična četrt (2014) je v ospredje postavila domačo lezbično produkcijo in počastila 30-letnico LGBT-gibanja v Sloveniji. Festival je sklenila premiera slovenskega filma I Am That Lesbian Your Mother Warned You About (Jaz sem ta lezbijka, pred katero te je svarila mati) avtoric Eve Kokalj in Petre Hrovatin, ki sta 30-letno zgodovino ilustrirali z akterkami, ki so oblikovale vsebino lezbičnih prostorov in tudi samo lezbično skupnost.
Naslednja prireditev se je odvila po štiriletnem premoru, leta 2018, ko je Lezbična sekcija LL praznovala 30-letnico delovanja. Prvič je pod vodstvom lezbičnih aktivistk potekal voden ogled ljubljanskih ulic skozi prizmo lezbične zgodovine, kar je postala festivalska stalnica.
Peti festival Lezbična četrt (2019) je v ospredje postavil nevidne umetnice v uprizoritvenih umetnostih.
Šesta edicija (2020) je bila usmerjena v vprašanje razumevanja spola in seksualnosti ter njunega kompleksnega prepletanja. Fizično sled pa je festival pustil na pročelju Kluba Monokel v AKC Metelkova mesto, z muralom Ne samo te stene umetnic Ane Lucije Šarić in Klare Kracina.
Festivalska ekipa je Lezbično četrt uspela organizirati tudi v drugem letu pandemije covida, leta 2021; sedma edicija festivala se je ozrla v aktivistično preteklost in novo družbeno realnost.
Osmi festival (2022) je potekal v znamenju 35-letnice lezbičnega gibanja v Sloveniji in 50-letnice delovanja Društva ŠKUC. Rdeča nit Lezbične četrti je bila leztopija, tj. lezbična prihodnost v sodobni družbi. Vrhunec festivala je bil koncert preganjane ruske aktivistične skupine Pussy Riot.
Deveta festivalska izdaja leta 2023 se je vnovič zazrla v presek med umetnostjo in aktivizmom, vendar z novim izraznim pristopom, raziskovanjem "umeščanja neumestnih" oz. umetniškimi formati, ki so običajno prezrti, ter prevpraševanjem spola in spolne usmerjenosti.
Deseta jubilejna edicija leta 2024 je sovpadla s 40-letnico LGBT-gibanja v Sloveniji. Ob tem jubileju se je Lezbična četrt v prihodnost usmerila z umetniškimii postopki reciklaže, pod vodstom nove generacije lezbičnih aktivistk.  Iz ekipe prvega festivala je v organizacijskem kolektivu le še Suzana Tratnik. Programska vodja desete izdaje je bila Tanja Matijašević.
V središče enajstega festivala (2025) je bilo postavljeno mreženje, in sicer tako med lezbijkami in drugimi spolno raznolikimi posameznicami iz t. i. skupine ŽLINTA (ženske, lezbijke, interspolne, nebinarne, transspolne in aseksualne osebe), kot med skupnostjo ter umetnostjo, znanostjo in tehnologijo.

## Družbeni prispevek in aktivizem
Festival Lezbična četrt je leta 2023 prejel nagrado Ženske o ženskah, ki jo podeljuje Društva za promocijo žensk v kulturi – Mesto žensk. "Lezbična četrt predstavlja nepretrganost dolgoletnega lezbičnega gibanja, umetnosti in skupnosti naših sester ter tako potrjuje, da je čas lezbištva vedno čas v gibanju, ne pa v mirovanju ali udobnih tirnicah," so poudarili v utemeljitvi.
V času enajste festivalske edicije, 28. maja 2025, so neznanci poškodovali napisno tablo v Parku Ade Škerl in Sonje Plaskan, v prvem parku v Sloveniji, poimenovan po istospolnem paru, pesnici Adi Škerl in njeni življenjski sopotnici in sodelavki Sonji Plaskan. "Dogodek razumemo kot izraz vandalizma, ki presega fizično dejanje – razkrivanje in zavračanje vidnosti lezbijk v javnem prostoru je še vedno realnost, ki nas vse prevečkrat doleti," je zapisalo vodstvo festivala Lezbična četrt. Ko je bila tabla poškodovana še tretjič zapored, so predstavnice Lezbične četrti pristojne pozvale, naj tovrstne napade raziščejo, jih obravnavajo kot sovražni napad in poskrbijo za zaščitne ukrepe, javnost pa, naj se opredeli proti sovraštvu in za ohranjanje zgodovine.

## Javna in finančna podpora
Po besedah Suzane Tratnik so program prvega festivala aktivistke sestavile z lastnimi močmi, nikogar niso prosile za denar, zato je tudi odpadlo dolgotrajno pisanje prošenj za podporo. Sčasoma se je krog podpornikov močno razširil, festival so finančno, z odstopanjem prostorov, soorganizacijo, medijsko pozornostjo in drugače podpirale številne javne inštitucije in nevladne organizacije, mdr. Galerija ŠKUC, Radio Študent, Mestna občina Ljubljana, 10. Lezbično četrt pa tudi Evropska unija in EL*C.